# Ephelotidae
Famille
Synonymes
- Hemiophryidae
- Ophryocephalidae
- Tunicophryidae

Les Ephelotidae sont une famille de Ciliés de la classe des Phyllopharyngea, et de l’ordre des Endogenida.

## Étymologie
Le nom de la famille vient du genre type Ephelota, peut-être dérivé du grec ἐφέλκ / efélk, « trainer », en référence aux tentacules qui permettent à ce cilié de capturer ses proies.

## Description
Les Ephelotidae ont une grande taille (>200 µm). Leurs trophontes sont tronqués et sphériques. Certaines espèces sont loriquées et pédonculées. Ils ont deux sortes de tentacules : des tentacules nourriciers courts et extensibles, et des tentacules plats, tous deux portent des haptocystes. Leurs essaims sont ellipsoïdaux et aplatis, avec un champ ciliaire en forme de fer à cheval ; ils sont produits de manière synchrone et se multiplient par polyexogemmie. Leur macronoyau est généralement ramifié, en forme de couronne. Leurs micronoyaux sont nombreux. Des vacuoles contractiles sont présentes.

## Habitat
Les Ephelotidae vivent en milieu marin comme ectocommensaux sur divers invertébrés marins.

## Liste des genres
Selon GBIF (31 juillet 2024) :
- Ephelota Wright, 1857 genre type
  - Synonyme : Hemiophrya
  - Espèce type : aucune n’a été spécifiée
- Metephelota Willis, 1945
- Podocyathus Kent, 1882
- Tunicophrya

Selon Lynn (2010) :
- Ephelota Wright, 1858  genre type
- Metephelota Willis, 1945
- Ophiurephelota Jankowski, 1981
- Ophryocephalus Wailes, 1925
- Podocyathus Kent, 1882
- Shellephelota Jankowski, 1981
- Thaumatophrya Collin, 1912
- Tunicophrya Jankowski, 1973

## Systématique
Le nom valide de ce taxon est Ephelotidae Kent, 1882.